# Přehled kulturních pořadů v Praze
Přehled kulturních pořadů v Praze je pražský měsíčník, který je jedním z nejstarších kontinuálně vycházejících časopisů v České republice.[zdroj⁠?!]

## Historie
Přehled kulturních pořadů v Praze začal vydávat v roce 1953 Městský dům osvěty ÚNV hl. m. Prahy. Od roku 1958 bylo vydávání převedeno pod tehdy nově zřízenou Pražskou informační službu (dnes Prague City Tourism). Od roku 2014 vydává tento měsíčník pod názvem Pražský přehled kulturních pořadů vydavatelství KAM po Česku, zaměřené na periodika v kultuře a cestovním ruchu. 

## Zaměření
Pražský přehled kulturních pořadů prezentuje programovou nabídku pražských divadel, výstav, koncertů, akcí městských částí a kulturních domů. Kromě tematických rubrik ve formě kalendáře nadcházejících akcí obsahuje také upoutávky na kulturní pořady v Praze i jiných místech, rozhovory s osobnostmi kulturního života, kalendárium kulturních výročí a další materiály.